# Aeroportul Captain Ramon Xatruch
Aeroportul Captain Ramon Xatruch (IATA: PLP, ICAO: MPLP) este un aeroport din Provincia Darién, Panama.
Situat la o altitudine de 9 m, aeroportul dispune de o singură pistă.